# Кармалей (Ульяновська область)
Кармалей (рос. Кармалей) — село в Старокулаткинському районі Ульяновської області Російської Федерації.
Населення становить 283 особи. Входить до складу муніципального утворення Староатлаське сільське поселення.

## Історія
Населений пункт розташований на території українського культурного та етнічного краю Жовтий Клин.
Від 2004 року входить до складу муніципального утворення Староатлаське сільське поселення.

## Населення
| 2010 |
| ---- |
| 283  |